# Fabrice Piemontesi
Fabrice Piemontesi (né le 16 août 1983 à Sion, en Suisse) est un coureur cycliste italien.

## Palmarès
- 2004
  - Trophée Edil C

## Classements mondiaux
| Année           | 2005 | 2006 | 2007 | 2008  | 2009 | 2010 |
| --------------- | ---- | ---- | ---- | ----- | ---- | ---- |
| UCI Europe Tour | 940e | 829e |      | 1059e |      | 696e |